# Mailüfterl

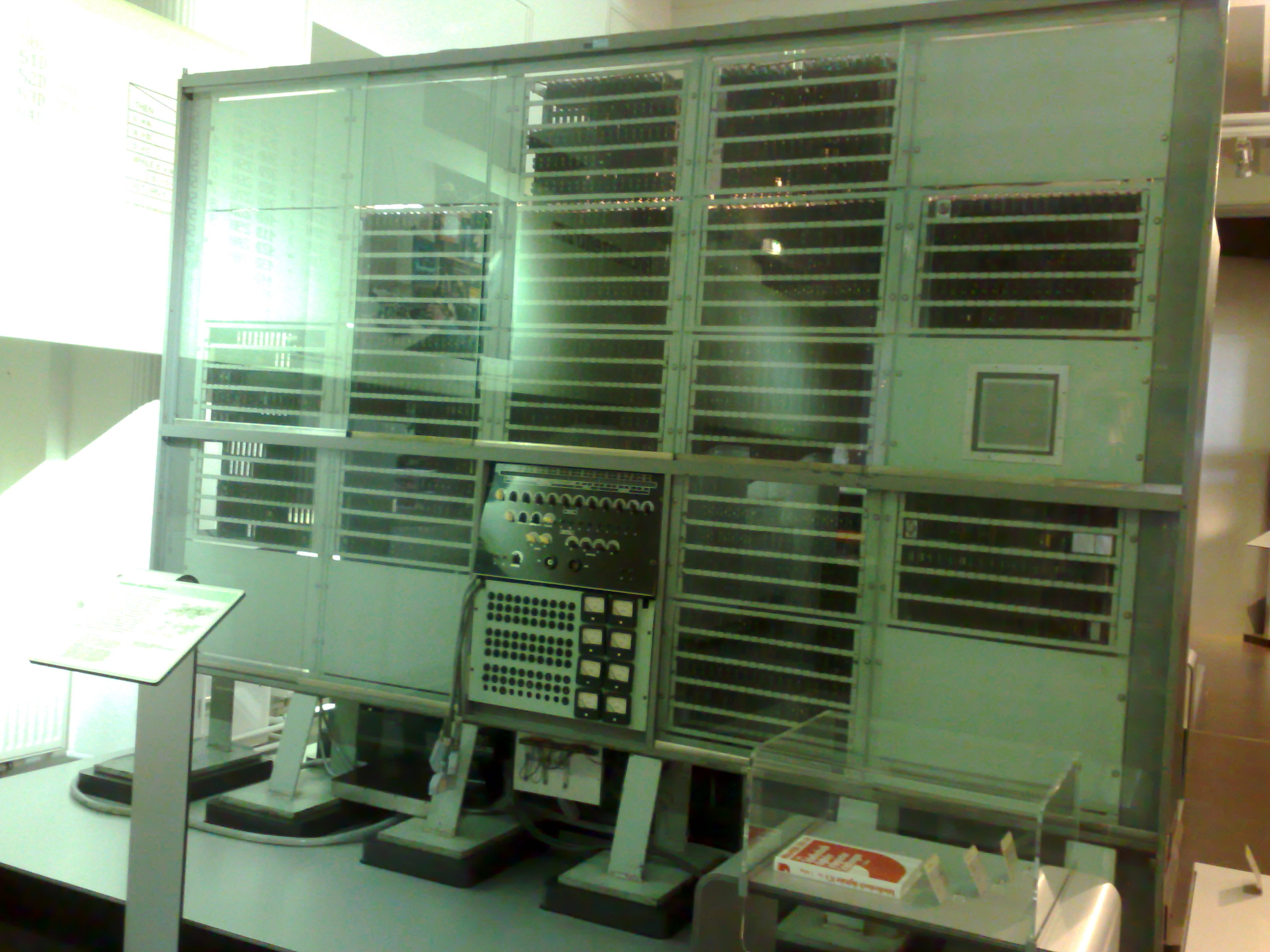
O Mailüfterl no Museu da Tecnologia de Viena

Mailüfterl foi o primeiro computador da Europa Continental, baseado completamente em transistores. Sua denominação oficial é Binär dezimaler Volltransistor-Rechenautomat. Outros computadores transistorizados foram, por exemplo, TRADIC, Harwell CADET e TX-0.

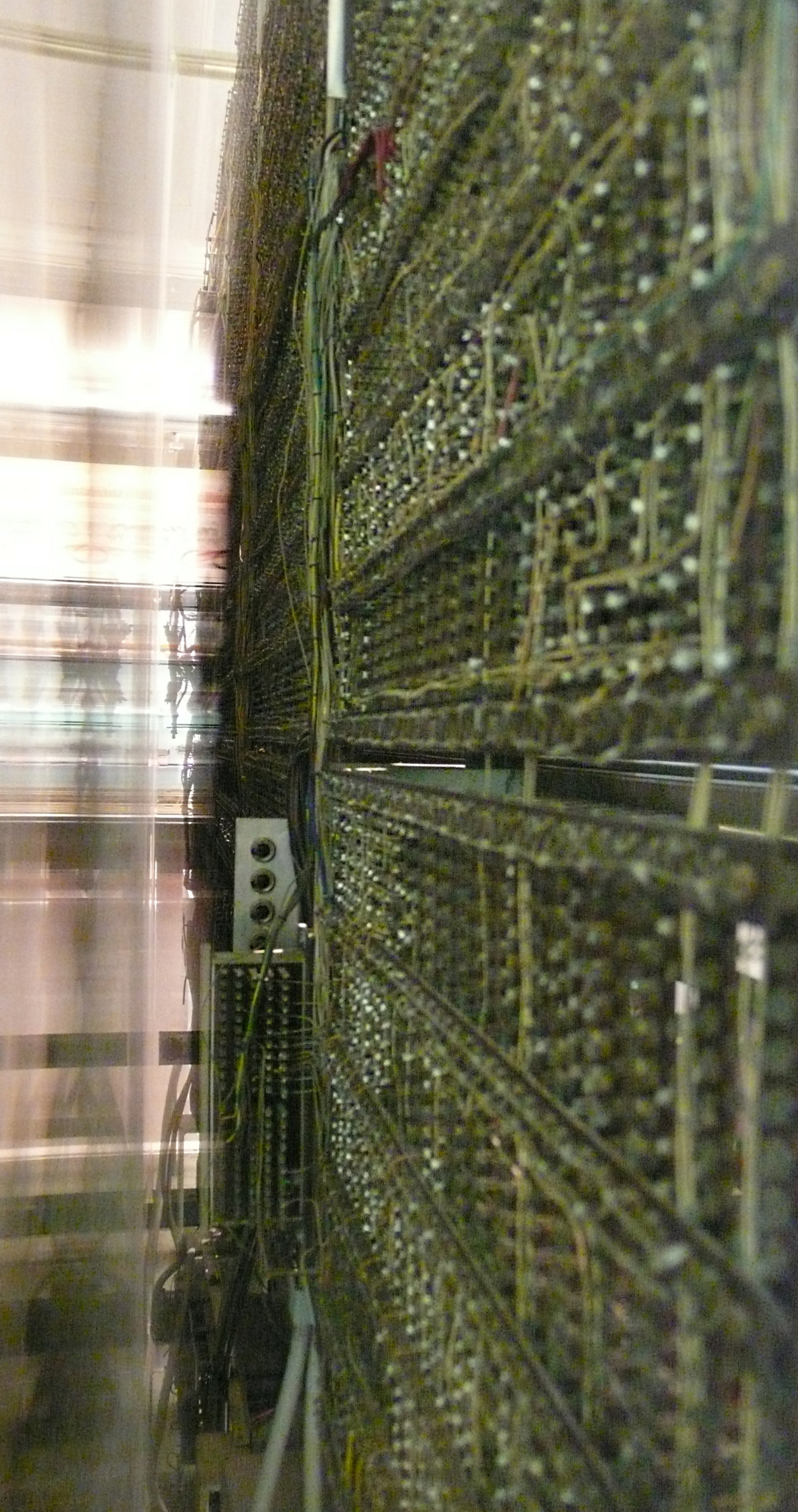
O lado das conexões do Mailüfterl

O Mailüfterl foi construído de maio de 1956 a maio de 1958 na Universidade Técnica de Viena por Heinz Zemanek. 
Heinz Zemanek chegou a um acordo com Konrad Zuse, cuja empresa Zuse KG financiaria o trabalho de Rudolf Bodo, que ajudou a construir o Mailüfterl, e também que todos os diagramas de circuito do Z22 foram fornecidos a Bodo e Zemanek, e que após o projeto Mailüfterl Bodo deveria trabalhar para o Zuse KG para ajudar a construir o Z23 transistorizado.
O primeiro programa, o cálculo do número primo 5.073.548.261, foi executado em maio de 1958. A conclusão do software continuou até 1961. O apelido Mailüfterl foi cunhado por Zemanek: Mesmo que não consiga corresponder à velocidade de cálculo rápido dos modelos dos estados Unidos chamados " Whirlwind " ou " Typhoon ", será suficiente para um "Wiener Mailüfterl".

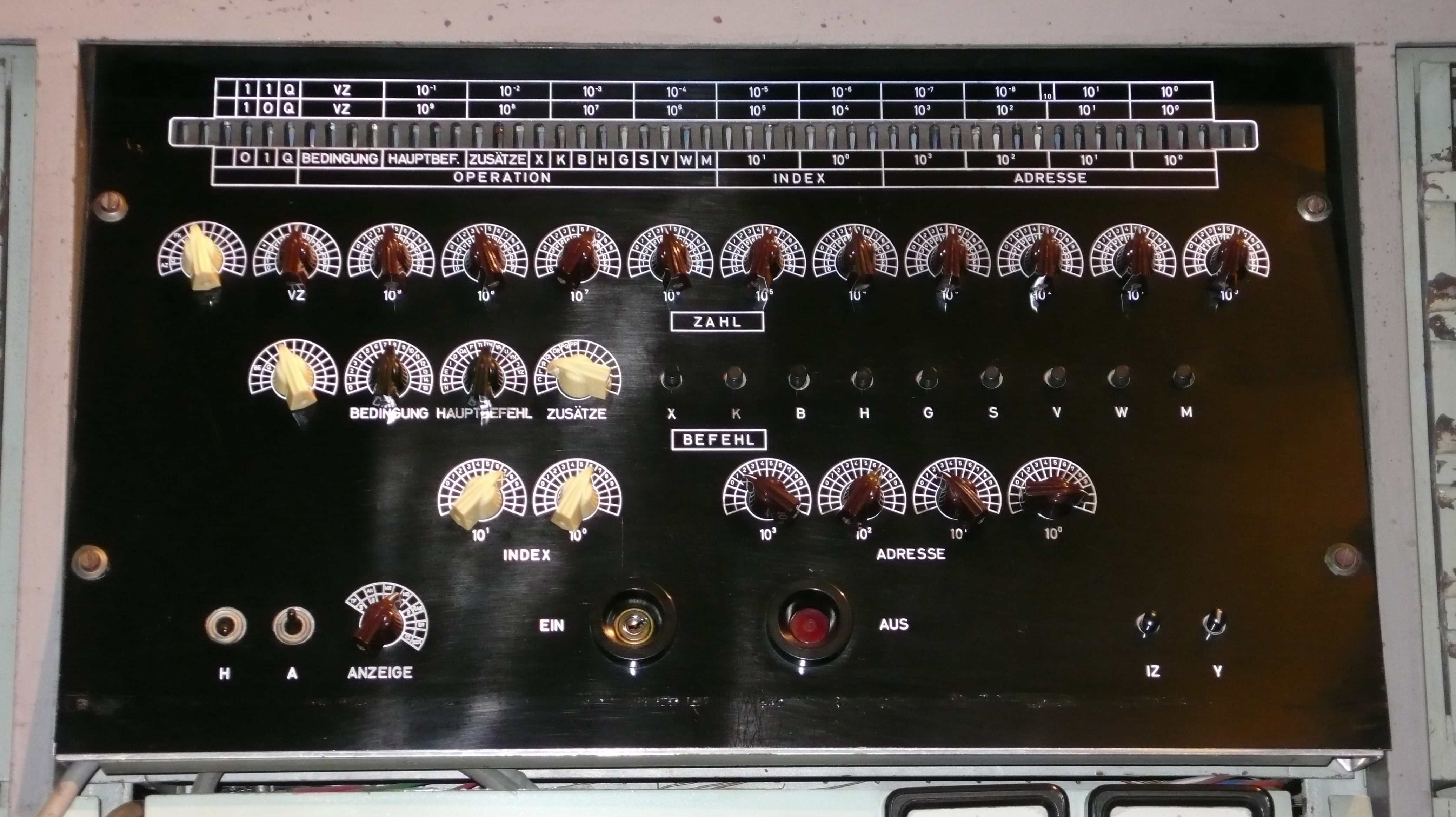
Mailüfterl Control Unit

O computador tinha 3 mil transistores, 5 mil diodos, mil plaquetas de montagem, 100 mil juntas soldadas, 15 mil resistores, 5 mil capacitores e cerca de 20 km de cabos. Tinha 4 metros de largura, 2,5 metros de altura e 50 centímetros de profundidade.